# Henning Ahrensborg
Henning Niels Ahrensborg (* 31. Januar 1925 in Kopenhagen; † 25. Oktober 1951 ebenda) war ein dänischer Schauspieler.

## Leben
Henning Ahrensborg wuchs in Kopenhagen auf. Nach seinem Schulabschluss besuchte er von 1941 bis 1944 die Staatliche Theaterschule in Kopenhagen, wo er seine Schauspielausbildung absolvierte. Von 1944 bis 1947 war er festes Ensemblemitglied am Odense Teater, wo er sein Bühnendebüt hatte. Von 1947 bis 1949 war er am Frederiksberg-Theater engagiert und von 1949 bis 1951 stand er am Königlichen Theater Kopenhagen als Darsteller auf der Bühne. Seinen einzigen Auftritt in einem Film hatte er im Jahr 1947 in Lise kommer til Byen.
Henning Ahrensborg heiratete am 14. Februar 1949 die Schauspielerin Birgitte Federspiel im Rathaus von Gentofte. Die Ehe blieb kinderlos. Ahrensborg starb am 25. Oktober 1951 im Alter von nur 26 Jahren an Leukämie. Seine Grabstätte befindet sich auf dem Ordrup-Kirkegard.